# Dorfkirche Milbitz (Rudolstadt)

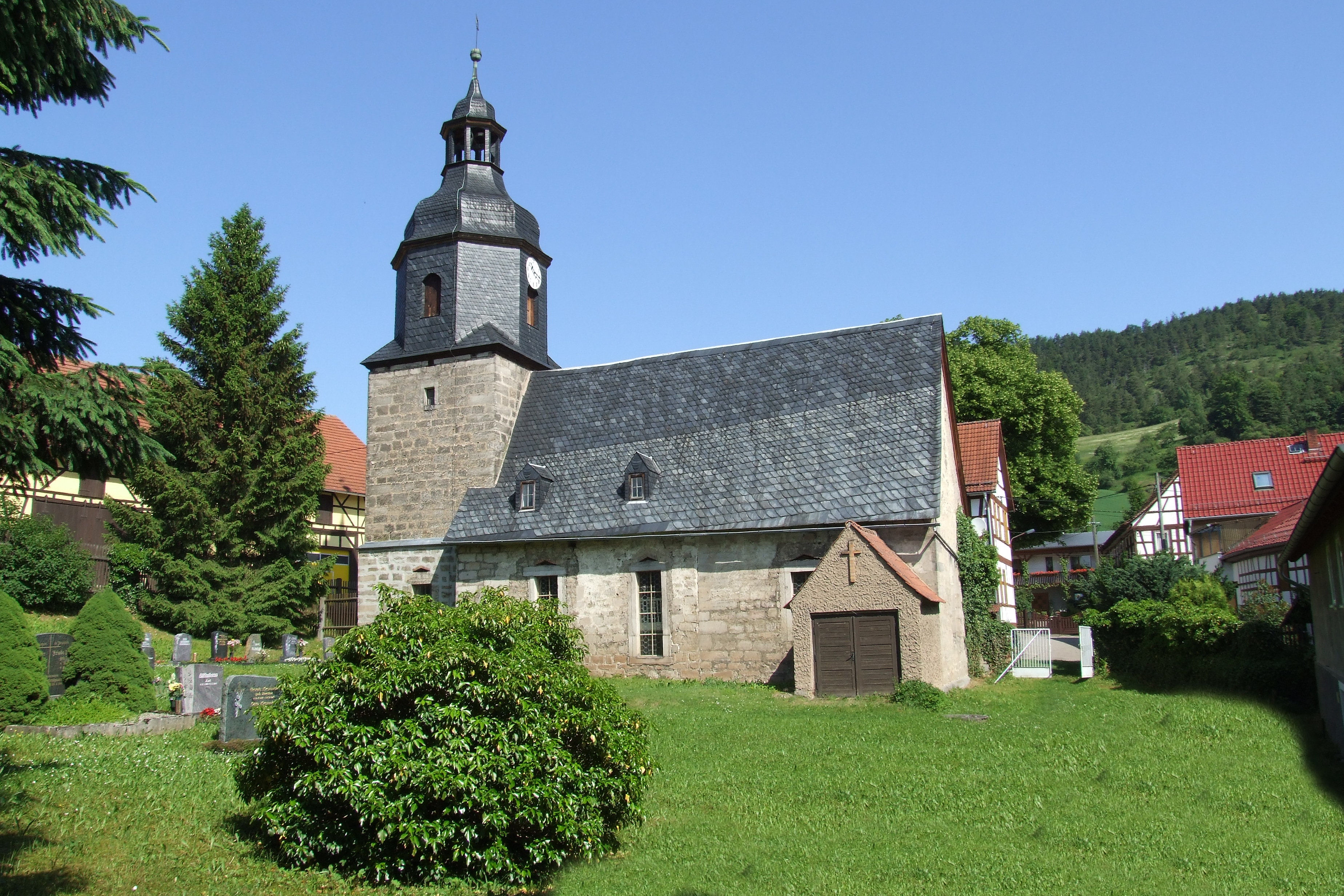
Dorfkirche Milbitz

Die evangelisch-lutherische Dorfkirche Milbitz steht in Milbitz, einem Ortsteil der Stadt Rudolstadt im Landkreis Saalfeld-Rudolstadt in Thüringen. Die Kirchengemeinde Milbitz gehört zum Pfarrbereich Teichel im Kirchenkreis Rudolstadt-Saalfeld der Evangelischen Kirche in Mitteldeutschland.

## Beschreibung
Die steinsichtige Saalkirche wurde 1696 an Stelle eines Vorgängerbaus errichtet. Der Kirchturm im Westen über quadratischem Grundriss wurde erst 1751 gebaut. Er erhielt einen verschieferten, oktogonalen Aufsatz, der mit einer Haube bedeckt ist, die von einer offenen Laterne mit Turmkugel bekrönt wird. Das Langhaus ist mit einem schiefergedeckten Satteldach versehen. Im Innenraum öffnet sich das flachgedeckte Erdgeschoss des Turms durch einen Gurtbogen zum Kirchenschiff, das mit einem hölzernen Tonnengewölbe überspannt ist. Die Orgel mit acht Registern, verteilt auf ein Manual und ein Pedal, wurde 1850 von Friedrich Wilhelm Dornheim gebaut.